# Partido Rural Finlandês
O Partido Rural Finlandês (em finlandês: Suomen maaseudun puolue, SMP; em sueco: Finlands landsbygdsparti, FLP) foi um partido político da Finlândia, extinto em 1995.
O partido foi fundado em 1959, por antigos membros do Partido do Centro descontentes com as políticas seguidas pelo presidente centrista Urho Kekkonen.
Ideologicamente, o partido seguia uma linha claramente populista, de corte agrário, conservador e anti-comunista.
A nível eleitoral, o partido foi capaz de ter resultados relevantes, mas, acabaria por sofrer várias divisões internas e, em 1995, foi sucedido pelo Partido dos Finlandeses.

## Resultados eleitorais

### Eleições legislativas
| Data | Votos   | %          | +/- | Deputados | +/-     | Status            |
| ---- | ------- | ---------- | --- | --------- | ------- | ----------------- |
| 1962 | 49 773  | 2,2 (8.º)  |     | 0 / 200   |         | Extra-parlamentar |
| 1966 | 24 351  | 1,0 (8.º)  | 1,2 | 1 / 200   | 1       | Oposição          |
| 1970 | 265 939 | 10,5 (5.º) | 9,5 | 18 / 200  | 17      | Oposição          |
| 1972 | 236 206 | 9,2 (5.º)  | 1,3 | 18 / 200  | Estável | Oposição          |
| 1975 | 98 815  | 3,6 (7.º)  | 5,6 | 2 / 200   | 16      | Oposição          |
| 1979 | 132 457 | 4,6 (6.º)  | 1,0 | 7 / 200   | 5       | Oposição          |
| 1983 | 288 711 | 9,7 (5.º)  | 5,1 | 17 / 200  | 10      | Governo           |
| 1987 | 181 938 | 6,3 (5.º)  | 3,4 | 9 / 200   | 8       | Governo           |
| 1991 | 132 133 | 4,8 (7.º)  | 1,5 | 7 / 200   | 2       | Oposição          |
| 1995 | 36 185  | 1,3 (9.º)  | 3,5 | 1 / 200   | 6       | Oposição          |